# Euleia marmorea
Euleia marmorea är en tvåvingeart som först beskrevs av Fabricius 1805.  Euleia marmorea ingår i släktet Euleia och familjen borrflugor. Inga underarter finns listade i Catalogue of Life.